# Institut biblique pontifical (Jérusalem)
L'Institut biblique pontifical de Jérusalem, fondé en 1927 est une branche de l'Institutum Pontificium Biblicum situé à Rome, confié aux Jésuites. Il abrite également un musée et une bibliothèque. Il est dirigé par le R.P. Roberto Lopez Facundo.

## Histoire
Ignace de Loyola, le fondateur de la Compagnie de Jésus visita la Terre sainte en 1523. Béni par le pape Adrien VI, il parvient à Jérusalem, où il ne reste que trois semaines en septembre 1523, avant d’être prié par les frères franciscains de quitter le pays.
L’emplacement de la maison remonte au début des années 900. C’est le lieu où passaient les groupes jésuites lors de leur périple en Égypte , Israël, Turquie et Syrie, dans ce qu’on appelait les « caravanes bibliques ». En 1913, un groupe d’étudiants jésuites fait le tour du Proche-Orient, allant d’Athènes à la Haute-Égypte. Le besoin se fait sentir d’avoir en Terre Sainte, un établissement stable permettant de recevoir en séjour prolongé professeurs et étudiants visitant les lieux ou poursuivant des recherches en archéologie biblique. Plus tard, dans les années 1920, le Vatican a acheté le terrain où a été construit le bâtiment que l’on voit encore aujourd’hui. Le père Alexis Mallon est le fondateur de la succursale de l’Institut biblique pontifical à Jérusalem, en 1927. Plus récemment, des accords avec l’Université hébraïque de Jérusalem ont prolongé cette collaboration et confirmé l’importance de cette implantation à Jérusalem.
Actuellement, la vocation de l’Institut, jouxtant le consulat de France à Jérusalem, est liée à quatre activités essentielles : l’accueil de l’étudiant en Bible venu de Rome, la spiritualité pour les jésuites qui viennent du monde entier, l’accueil d’hôtes liés à la Compagnie, et le siège de la vie communautaire des jésuites au Moyen-Orient. Sur les quelque 16 000 membres de la Compagnie de Jésus dispersés dans 122 pays du monde, sont présents à Jérusalem et à Bethléem dix religieux, de dix nationalités différentes, suggérant la nature universelle de l’ordre, selon l’intuition de saint Ignace.
Les étudiants présents dans la branche hiérosolymitaine de l'Institut peuvent assister aux cours de trois institutions partenaires :
- l'École biblique et archéologique française de Jérusalem ;
- l'Université hébraïque de Jérusalem ;
- le Studium Biblicum Franciscanum.

Le supérieur de la communauté jésuite est depuis le 31 juillet 2019 le R.P. David Neuhaus (Israélien d'origine allemande), le directeur de la branche de l'Institut est le R.P. Roberto Lopez Facundo (mexicain).